# It's Blitz!
It's Blitz! è il terzo album in studio della indie rock band Yeah Yeah Yeahs. La sua uscita è avvenuta il 13 aprile 2009 anticipato di una settimana dal singolo Zero.

## Il disco
L'album ha impronta più elettronica rispetto ai suoi predecessori. La sua uscita ha comportato delle difficoltà per via di una fuga digitale delle album-track e quindi l'album è stato reso disponibile per download illegale, causando l'uscita commerciale anticipata.
Alla produzione del disco hanno lavorato Nick Launay (già con Arcade Fire, Nick Cave e Talking Heads) e David Andrew Sitek, membro attivo e produttore dei TV on the Radio.
Il disco è stato nominato ai Grammy Award 2009 nella categoria "Best Alternative Music Album".

## Vendite
Contrariamente ad altre indie-band alternative americane, l'album ha ricevuto un discreto successo, debuttando in Top10 inglese e Top30 americana, risultando essere il ventiduesimo album più venduto al mondo nella sua settimana d'uscita.
In Italia ha raggiunto la 91ª posizione.
È stato certificato disco d'oro in Australia e disco d'argento nel Regno Unito.

## Tracce
1. Zero
2. Heads Will Roll
3. Soft Shock
4. Skeletons
5. Dull Life
6. Shame And Fortune
7. Runaway
8. Dragon Queen
9. Hysteric
10. Little Shadow

## Classifiche
| Chart                                | Massima posizione | Certificazione | Copie    |
| ------------------------------------ | ----------------- | -------------- | -------- |
| Australia Albums Chart               | 8                 |                |          |
| Austria Albums Chart                 | 61                |                |          |
| Belgio Albums Chart                  | 23                |                |          |
| Canada Hot100                        | 18                |                | 40,000+  |
| Danimarca Album Chart                | 40                |                |          |
| Europa Albums Chart                  | 32                |                |          |
| Francia Albums Chart                 | 162               |                |          |
| Germania Albums Chart                | 71                |                |          |
| Irlanda Albums Chart                 | 10                |                |          |
| Italia Albums Chart                  | 91                |                |          |
| Nuova Zelanda Albums Chart           | 22                |                |          |
| Norvegia Albums Chart                | 12                |                |          |
| Svizzera Albums Chart                | 85                |                |          |
| UK Albums Chart                      | 9                 | Silver         | 60,000+  |
| U.S. Billboard 200                   | 22                |                | 130,500+ |
| U.S. Billboard Top Rock Album        | 5                 |                |          |
| U.S. Billboard Top Internet Album    | 27                |                |          |
| U.S. Billboard Top Alternative Album | 4                 |                |          |
| U.S. Billboard Top Tastemakers       | 1                 |                |          |
| WorldWide Albums Chart               | 28                |                | 200,000+ |

## Formazione
- Karen O - voce
- Nick Zinner - chitarra
- Brian Chase - batteria